# Henderson (Luisiana)
Henderson es un pueblo ubicado en la parroquia de St. Martin en el estado estadounidense de Luisiana. En el Censo de 2010 tenía una población de 1674 habitantes y una densidad poblacional de 336,98 personas por km².

## Geografía
Henderson se encuentra ubicado en las coordenadas 30°18′57″N 91°48′3″O / 30.31583, -91.80083. Según la Oficina del Censo de los Estados Unidos, Henderson tiene una superficie total de 4.97 km², de la cual 4.78 km² corresponden a tierra firme y (3.75%) 0.19 km² es agua.

## Demografía
Según el censo de 2010, había 1674 personas residiendo en Henderson. La densidad de población era de 336,98 hab./km². De los 1674 habitantes, Henderson estaba compuesto por el 70.67% blancos, el 11.35% eran afroamericanos, el 0.48% eran amerindios, el 9.08% eran asiáticos, el 0% eran isleños del Pacífico, el 6.63% eran de otras razas y el 1.79% pertenecían a dos o más razas. Del total de la población el 9.26% eran hispanos o latinos de cualquier raza.